# 前峰里
前峰里，是中華民國高雄市岡山區中部的一個里，東北以前峰路和壽峰里為界，東南兩側以中華路和民族路與仁壽里相鄰，西北與協和里接壤。
原為明鄭時期軍事屯墾前鋒鎮右營所在，墾地大約包括本里和前峰、協和里一帶，清治時期本地居民姓認為軍隊所用的「鋒」字對八字較輕的人民會有所妨礙，因此改成「峰」字。清代前峰庄四周農地皆為前峰段，居民務農為生，除了稻作外，並有生產蔗糖，由阿公店溪前峰港運出。舊聚落分布在民族路到庄廟龍峰宮間的大公路兩側，皆是傳統的合院建築。隨著都市化發展，四周農地皆在幾十年內興建住宅。